# Jude Law
Pour les articles homonymes, voir Law et Jude.
Jude Law [ˈd͡ʒuːd lɔː], né le 29 décembre 1972 à Lewisham (Londres), est un acteur, réalisateur et producteur de cinéma britannique.
Révélé durant les années 1990 par Bienvenue à Gattaca (1997), eXistenZ (1998) et Le Talentueux Mr. Ripley (1999), Stalingrad (2001). Il joue ensuite dans des grandes productions hollywoodiennes : A.I. Intelligence artificielle (2001), Les Sentiers de la perdition (2002), Retour à Cold Mountain (2003) et le thriller sentimental Entre adultes consentants (2004).
Par la suite, il tourne à deux reprises avec Martin Scorsese dans Aviator (2004) et Hugo Cabret (2011), et avec Steven Soderbergh dans Contagion (2011) et Effets secondaires (2013). Il connait son plus gros succès commercial en incarnant le Dr John Watson dans les films Sherlock Holmes (2009) et Sherlock Holmes : Jeu d'ombres (2011), réalisés par Guy Ritchie.
En 2016, il joue dans la série The Young Pope le rôle du pape Pie XIII, puis à nouveau en 2020 dans The New Pope, deux séries écrites et réalisées par Paolo Sorrentino.
Dès 2018, il devient l'une des têtes d'affiche de la série de films Les Animaux fantastiques en endossant le rôle du jeune Albus Dumbledore à partir du deuxième volet.
En 2019, il joue le rôle de Yon-Rogg, un commandant Kree dans le film Captain Marvel, un film de l’univers cinématographique Marvel.

## Biographie

### Jeunesse et débuts
David Jude Law ressent très tôt l'envie de monter sur scène, encouragé par ses parents (tous deux enseignants) qui l’emmènent régulièrement voir des pièces de théâtre. C’est ainsi qu’à l'âge de 12 ans, il s'inscrit au National Youth Music Theatre, une compagnie spécialisée dans les comédies musicales interprétées par des adolescents, ce qui lui permet de jouer dans de nombreux spectacles. Il abandonne l'école à 17 ans pour jouer dans le soap opera télévisé Families, mais il revient assez vite au théâtre.
Jude passe de nombreuses vacances en Maine-et-Loire, département dont il « est tombé amoureux » durant son enfance, ses parents vivent d'ailleurs près de Montreuil-Bellay

### Ascension et révélation (années 1990)
Alors qu’il joue en 1994 dans une version des Parents terribles de Cocteau, il est nommé dans la catégorie meilleur espoir aux Laurence Olivier Awards (récompenses de théâtre britanniques). La pièce va jusqu’à Broadway, où Jude Law est là-aussi nommé dans la même catégorie aux Tony Awards (récompenses de théâtre américaines).
Du côté du cinéma, il obtient en 1994 un rôle principal dans un premier film anglais, Shopping, l'histoire de voyous qui font des rodéos avec des voitures volées avant de les fracasser dans des vitrines de magasins. Le film n'est pas un succès mais lui permet néanmoins de rencontrer l’actrice qui devient sa première femme et la mère de trois de ses enfants, Sadie Frost.
En 1997, sa carrière prend son essor avec la sortie de films anglais et surtout américains.
Dans le film de science-fiction Bienvenue à Gattaca, face à Ethan Hawke, il joue un ex-champion de natation arrogant qui malgré son matériel génétique parfait n’a obtenu que des médailles d’argent avant de devenir handicapé et amer.
Dans le film Wilde, biographie anglaise de l'écrivain avec Stephen Fry dans le rôle-titre, il joue Bosie Douglas, l'amant insupportable et difficile à vivre d'Oscar Wilde. Moins notoire, Jude Law joue un bref rôle de gigolo perturbé et enragé dans Minuit dans le jardin du bien et du mal, réalisé par Clint Eastwood. Il joue un rôle principal de vampire dans le peu connu La Sagesse des crocodiles.
En 1999, on le retrouve encore dans un film fantastique, eXistenZ réalisé par Cronenberg avec Jennifer Jason Leigh, une histoire où les personnages sont perdus dans la réalité virtuelle d’un jeu vidéo. La même année, il est nommé à l’Oscar du second rôle masculin pour Le Talentueux Mr Ripley, dans lequel il joue un jeune homme riche qui mène la belle vie avec l’argent de ses parents, face à Matt Damon qui joue Ripley le désargenté. Le film le révèle au monde entier.

### Confirmation hollywoodienne (années 2000)

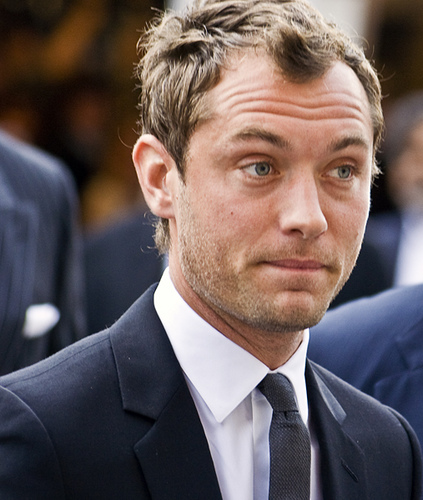
Jude Law à la première de Le Limier au Festival international du film de Toronto 2007.

En 2001, Jean-Jacques Annaud lui offre le premier rôle dans Stalingrad, l'histoire d’un sniper russe dont la propagande fait un héros, avec Ed Harris en nazi et Rachel Weisz. Puis Steven Spielberg le choisit pour jouer un robot-gigolo dans A.I. Intelligence artificielle, avec Haley Joel Osment, film qui lui vaut une nouvelle nomination aux Golden Globes.
En 2002, Jude Law joue un second rôle de tueur à gages glacial et psychopathe dans Les Sentiers de la perdition avec Tom Hanks et Paul Newman. Ce rôle complète la série de rôles pas évidents qu’il semble privilégier afin de ne pas être cantonné à des emplois de jeune premier,.
Puis il tourne un autre film d’Anthony Minghella, Retour à Cold Mountain. Dans ce film typiquement hollywoodien, il joue un soldat confédéré qui déserte pendant la guerre de sécession et entreprend le difficile voyage de retour vers son village où l’attend une femme (Nicole Kidman) avec qui il n’a échangé qu’un seul baiser. Tom Cruise avait un temps envisagé de tenir le rôle. Law touche 10 millions de dollars pour ce film.
En 2004, il est de tous les plans dans Irrésistible Alfie, un dragueur invétéré qui raconte sa vie au spectateur en dirigeant son regard vers la caméra ; le film n'est pas vraiment un succès. Il joue aussi le rôle-titre dans le film rétro-futuriste Capitaine Sky et le Monde de demain. Il tourne dans le thriller psychologique et sentimental Closer, entre adultes consentants aux côtés de Julia Roberts, Clive Owen et Natalie Portman, film sur la complication des rapports homme-femme. Cette même année, du fait de son exposition médiatique, le magazine américain People lui décerne sa distinction annuelle de « Sexiest Man Alive » (« Homme vivant le plus sexy »).
En 2006, Jude Law joue dans The Holiday, une comédie romantique avec Cameron Diaz, Kate Winslet et Jack Black. Dans My Blueberry Nights de Wong Kar-wai, il joue le propriétaire d’un café à New-York qui console une cliente en plein chagrin d’amour (Norah Jones), avant d’en tomber amoureux et d'espérer son retour, celle-ci partant au loin à l'aventure pour oublier sa précédente rupture. Puis il tourne dans Le Limier, un affrontement psychologique joué seulement par deux acteurs, Michael Caine et lui, à huis clos.
Jude Law revient parfois au théâtre, comme en 2009 où il a joué Hamlet à Londres puis à Broadway.
En 2009, il joue Watson dans le blockbuster Sherlock Holmes, avec Robert Downey Jr. dans le rôle-titre. Le film remporte suffisamment de succès pour qu’une suite soit mise en route.

### Blockbusters et télévision (années 2010)

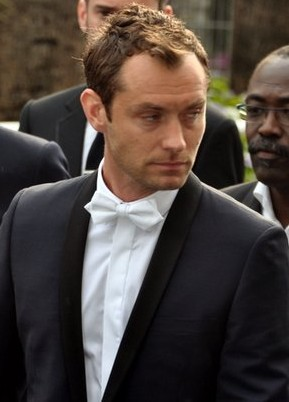
L'acteur membre du jury du Festival de Cannes 2011.

En 2011, il est membre du jury des longs métrages présidé par Robert De Niro lors du Festival de Cannes.
S'il tourne ensuite à deux reprises sous la direction de Steven Soderbergh : le thriller géopolitique Contagion (2011), au casting quatre étoiles, puis le thriller psychologique Effets secondaires (2013), il tourne aussi dans Hugo Cabret (2011), de Martin Scorsese, puis surtout redevient le Dr John Watson pour Sherlock Holmes : Jeu d'ombres (2011), toujours devant la caméra de Guy Ritchie.
Il partage ensuite l'affiche du film en costumes Anna Karénine (2012), de Joe Wright, avec Keira Knightley ; puis il joue le rôle-titre du drame  Dom Hemingway (2013), de Richard Shepard ; puis fait partie de la distribution chorale de la comédie dramatique The Grand Budapest Hotel (2014), de Wes Anderson.
L'année 2015 le voit s'essayer à la comédie avec Spy, porté par Melissa McCarthy, puis il joue le rôle de Lenny Belardo (Pie XIII), un jeune pape qui bouscule le système du Vatican dans la série The Young Pope, diffusée sur HBO et Canal+. Il reconduit son rôle dans la deuxième saison de la série, The New Pope, toujours réalisée par Paolo Sorrentino, avec John Malkovich dans le rôle du nouveau pape.
En 2017, il revient au cinéma d'action pour incarner le roi Vortigern dans Le Roi Arthur : La Légende d'Excalibur (2017), face à Charlie Hunnam et devant la caméra de Guy Ritchie. Il incarne un jeune Albus Dumbledore dans le blockbuster Les Animaux fantastiques : Les Crimes de Grindelwald (2018). Pour finir, il incarne l'antagoniste Yon-Rogg (en) du blockbuster Captain Marvel, face à Brie Larson et Samuel L. Jackson.

### Vie privée

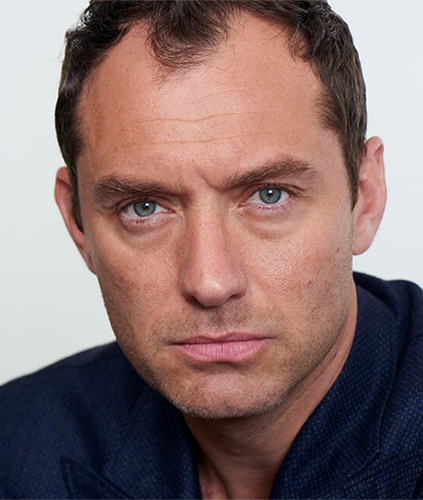
L'acteur photographié par Frederic Auerbach.

Dans les années 2000, Jude Law est l'une des célébrités britanniques les plus harcelées par les paparazzis et la presse people. En 2005, récemment fiancé avec l'actrice Sienna Miller, Jude Law avoue publiquement l'avoir trompée avec la nourrice de ses enfants. Après s'être un temps séparés, Jude Law et Sienna Miller se sont remis ensemble à la fin de l'année 2009. En avril 2010, ils se sont mariés religieusement selon le rite Baci au Laos. Ils se sont séparés à nouveau en février 2011.
Jude Law a plusieurs enfants :
- deux garçons, Rafferty (1996) et Rudy (2002), et une fille, Iris (2000), qu'il a eus avec Sadie Frost, son épouse de 1997 à 2003 ;
- une fille, Sophia (2009), qu'il avait dans un premier temps refusé de reconnaitre[10], née de sa relation avec la mannequin Samantha Burke ;
- une fille, Ada (2015), née de sa relation avec la Britannique Catherine Harding[11].

Jude Law se marie le 30 avril 2019 avec la psychologue Phillipa Coan, à Londres .
En septembre 2020, l'acteur accueille son sixième enfant.
En février 2023, Jude Law et sa femme, Phillipa Coan, sont aperçus avec un septième enfant.
Il a une sœur aînée, Natasha. Il est très proche de la France puisque ses parents sont domiciliés à Montreuil-Bellay dans le département de Maine-et-Loire.

### Divers
Law participe activement au débat public sur les moyens de sortir de la crise climatique. En 2018, il figure parmi les 200 signataires d'un appel au journal Le Monde. L'appel met en garde contre des conséquences dramatiques, telles que l'extinction de l'espèce humaine, si une action politique « déterminée et immédiate » dans certains domaines problématiques (tels que le changement climatique, la biodiversité) devait être évitée.
Il a été aussi le partenaire de Jonny Lee Miller et Ewan McGregor dans la société de production cinématographique et théâtrale Natural Nylon.
De 2008 à 2012, il a été l'ambassadeur Dior Homme dans des campagnes publicitaires à la télévision et dans la presse, jusqu'à ce que l'acteur Robert Pattinson le remplace en 2013.

## Théâtre
- 1987 : Bodywork : Adrenalin, National Youth Music Theatre
- 1988-1989 : The Little Rats, National Youth Music Theatre
- 1988 : The Ragged Child, National Youth Music Theatre
- 1989 : Joseph and the Amazing Technicolor Dreamcoat, National Youth Music Theatre : Joseph
- 1989-1990 : Captain Stirrick, National Youth Music Theatre : Ned Stirrick
- 1989-1990 : Le Cercle de craie caucasien de Bertolt Brecht, National Youth Music Theatre
- 1992 : The Fastest Clock In The Universe de Philip Ridley : Foxtrot Darling
- 1992 : Pygmalion de George Bernard Shaw : Freddie
- 1993 : The Snow Orchid
- 1993 : Live Like Pigs
- 1993 : Mort d'un commis voyageur d'Arthur Miller : Happy
- 1994 : Les Parents terribles de Jean Cocteau : Michael
- 1995 : Ion d'Euripide : Ion
- 1999 : Dommage qu'elle soit une putain de John Ford : Giovanni
- 2002 : La Tragique Histoire du docteur Faust de Christopher Marlowe : Docteur Faust
- 2009 : Hamlet de Shakespeare : Hamlet
- 2012 : Anna Christie d'Eugene O'Neill, Donmar Warehouse
- 2013-2014 : Henri V de Shakespeare, Noel Coward Theater

## Filmographie

### Cinéma

#### Années 1990
- 1994 : Shopping de Paul W. S. Anderson : Billy
- 1996 : I Love You, I Love You Not de Billy Hopkins : Ethan
- 1997 : Bent de Sean Mathias : un SA
- 1997 : Oscar Wilde (Wilde) de Brian Gilbert : Sir Alfred Douglas
- 1997 : Bienvenue à Gattaca (Gattaca) d'Andrew Niccol : Jérôme Eugène Morrow
- 1997 : Minuit dans le jardin du bien et du mal (Midnight in the garden of good and evil) de Clint Eastwood : Billy Hanson
- 1998 : Le Cygne du destin (Music from another room) de Charlie Peters : Danny
- 1998 : Final Cut de Dominic Anciano et Ray Burdis : Jude
- 1998 : La Sagesse des crocodiles (The Wisdom of crocodiles) de Po-Chih Leong : Steven Grlscz
- 1999 : eXistenZ de David Cronenberg : Ted Pikul
- 1999 : Le Talentueux Mr Ripley (The Talented Mr. Ripley) d'Anthony Minghella : Dickie Greenleaf

#### Années 2000
- 2000 : Gangsters, Sex and Karaoke (Love, Honour and Obey) de Dominic Anciano (en) et Ray Burdis (en) : Jude
- 2001 : Presence of Mind d'Antonio Aloy : secrétaire (non crédité au générique)
- 2001 : Stalingrad (Enemy at the gates) de Jean-Jacques Annaud : Vassili Grigorievitch Zaïtsev
- 2001 : A.I. Intelligence artificielle (Artificial Intelligence: AI) de Steven Spielberg : Gigolo Joe
- 2002 : Les Sentiers de la perdition (Road to perdition) de Sam Mendes : Harley Maguire
- 2003 : Retour à Cold Mountain (Cold Mountain) d'Anthony Minghella : Inman
- 2004 : J'adore Huckabees (I Heart Huckabees) de David O. Russell : Brad Stind
- 2004 : Capitaine Sky et le Monde de demain (Sky Captain and the World of Tomorrow) de Kerry Conran : Joe « Sky Captain » Sullivan
- 2004 : Irrésistible Alfie (Alfie) de Charles Shyer : Alfie
- 2004 : Closer, entre adultes consentants (Closer) de Mike Nichols : Dan
- 2004 : Aviator (The Aviator) de Martin Scorsese : Errol Flynn
- 2004 : Les Désastreuses Aventures des orphelins Baudelaire (Lemony Snicket's A Series of Unfortunate Events) de Brad Silberling : voix de Lemony Snicket (VO)
- 2006 : Les Fous du roi (All the King's Men) de Steven Zaillian : Jack Burden
- 2006 : Par effraction (Breaking and Entering) d'Anthony Minghella : Will
- 2006 : The Holiday de Nancy Meyers : Graham Simpkins
- 2007 : My Blueberry Nights de Wong Kar-wai : Jeremy
- 2007 : Le Limier (Sleuth) de Kenneth Branagh : Milo Tindle
- 2009 : Rage de Sally Potter : Minx
- 2009 : L'Imaginarium du docteur Parnassus (The Imaginarium of Doctor Parnassus) de Terry Gilliam : Tony (2e transformation)
- 2009 : Sherlock Holmes de Guy Ritchie : Dr John Watson

#### Années 2010
- 2010 : Repo Men de Miguel Sapochnik : Rémy
- 2011 : Contagion de Steven Soderbergh : Alan Krumwide
- 2011 : Hugo Cabret (Hugo) de Martin Scorsese : le père de Hugo
- 2011 : Sherlock Holmes : Jeu d'ombres (Sherlock Holmes: A Game of Shadows) de Guy Ritchie : Dr John Watson
- 2012 : 360 de Fernando Meirelles : Michael Daly
- 2012 : Anna Karénine de Joe Wright : Alexis Karénine
- 2012 : Les Cinq Légendes (Rise of the Guardians) de Peter Ramsey : Pitch, le croque-mitaine (voix)
- 2013 : Effets secondaires (Side Effects) de Steven Soderbergh : Jonathan Banks
- 2013 : Dom Hemingway de Richard Shepard : Dom Hemingway
- 2014 : The Grand Budapest Hotel de Wes Anderson : le jeune écrivain
- 2014 : Black Sea de Kevin Macdonald : le capitaine Robinson
- 2015 : Spy de Paul Feig : Bradley Fine
- 2016 : Genius de Michael Grandage : Thomas Wolfe
- 2017 : Le Roi Arthur : La Légende d'Excalibur (King Arthur: Legend of the Sword) de Guy Ritchie : Vortigern
- 2018 : Les Animaux fantastiques : Les Crimes de Grindelwald (Fantastic Beasts: The Crimes of Grindelwald) de David Yates : Albus Dumbledore
- 2018 : Vox Lux de Brady Corbet : le manager
- 2019 : Captain Marvel d'Anna Boden et Ryan Fleck : Yon-Rogg (en)
- 2019 : Un jour de pluie à New York (A Rainy Day in New York) de Woody Allen : Ted Davidoff

#### Années 2020
- 2020 : Le Rythme de la vengeance (The Rhythm Section) de Reed Morano : Iain Boyd
- 2020 : The Nest de Sean Durkin : Rory
- 2022 : Les Animaux fantastiques : Les Secrets de Dumbledore (Fantastic Beasts: The Secrets of Dumbledore) de David Yates : Albus Dumbledore
- 2023 : Peter Pan et Wendy (Peter Pan & Wendy) de David Lowery : le Capitaine Crochet (Captain James Hook en VO)
- 2023 : Le Jeu de la reine (Firebrand) de Karim Aïnouz : Henri VIII
- 2024 : Eden de Ron Howard : Dr Friedrich Ritter
- 2024 : The Order de Justin Kurzel : Terry Husk
- 2025 : Le Mage du Kremlin (The Wizard of the Kremlin) d'Olivier Assayas : Vladimir Poutine

### Télévision
- 1989 : The Tailor of Gloucester (en) de John Michael Phillips : un employé du maire
- 1990 : Families (en) (série TV, saison 1, épisode 1) : Nathan Thompson
- 1990 : Les Archives de Sherlock Holmes (The Case-Book of Sherlock Holmes) (série TV, saison 3, épisode 3) : Joe Barnes
- 1993 : The Marshal d'Alan Clayton : Bruno
- 2016 : The Young Pope de Paolo Sorrentino : le pape Pie XIII
- 2019 : The New Pope de Paolo Sorrentino : le pape Pie XIII
- 2020 : The Third Day (série HBO, 6 épisodes) : Sam
- 2023 : What If...? : Yon-Rogg (voix)
- 2024 : Skeleton Crew : Jod Na Nawood / Dash Zentin / Silvo
- TBA  : Black Rabbit : Jake Friedken

### Comme producteur
- 2004 : Capitaine Sky et le Monde de demain (Sky Captain and the World of Tomorrow) de Kerry Conran
- 2005 : Dexterity de Karen Croner
- 2007 : Le Limier (Sleuth) de Kenneth Branagh
- 2018 : Vox Lux de Brady Corbet
- en projet : The Order de Justin Kurzel

### Comme réalisateur
- 1999 : Tube Tales (en) (TV) (segment A Bird in the hand)

## Distinctions

### Récompenses
- 1998 : Evening Standard British Film Awards de l’acteur le plus prometteur  pour Oscar Wilde
- British Academy Film Awards 2000 : Meilleur acteur dans un second rôle pour Le Talentueux Mr Ripley
- 2000 : Blockbuster Entertainment Awards de l’acteur préféré dans un second rôle pour Le Talentueux Mr Ripley
- 2000 : Santa Fe Film Critics Circle Awards du meilleur acteur dans un second rôle pour Le Talentueux Mr Ripley
- 2004 : National Board of Review Awards de la meilleure distribution pour Entre adultes consentants partagé avec Clive Owen, Natalie Portman et Julia Roberts
- 2004 : ShoWest Convention de la star masculine de l’année
- 2005 : Gold Derby Awards de la meilleure distribution pour Entre adultes consentants partagé avec Clive Owen, Natalie Portman et Julia Roberts
- 2005 : International Online Cinema Awards de la meilleure distribution pour Entre adultes consentants partagé avec Clive Owen, Natalie Portman et Julia Roberts
- César 2007 : César d'honneur
- Empire Awards 2010 : Prix Empire Hero Award
- Festival international du film de Karlovy Vary 2010 : Prix du Festival
- British Independent Film Awards 2012 : Prix Variety
- 8e cérémonie des Detroit Film Critics Society Awards 2014 : Meilleure distribution pour The Grand Budapest Hotel partagé avec Ralph Fiennes, F. Murray Abraham, Mathieu Amalric, Adrien Brody, Willem Dafoe, Jeff Goldblum, Harvey Keitel, Bill Murray, Edward Norton, Saoirse Ronan, Jason Schwartzman, Léa Seydoux, Tilda Swinton, Tom Wilkinson, Owen Wilson et Tony Revolori
- 19e cérémonie des Florida Film Critics Circle Awards 2014 : Meilleure distribution pour The Grand Budapest Hotel partagé avec Ralph Fiennes, F. Murray Abraham, Mathieu Amalric, Adrien Brody, Willem Dafoe, Jeff Goldblum, Harvey Keitel, Bill Murray, Edward Norton, Saoirse Ronan, Jason Schwartzman, Léa Seydoux, Tilda Swinton, Tom Wilkinson, Owen Wilson et Tony Revolori
- 23e cérémonie des Southeastern Film Critics Association Awards 2014 : Meilleure distribution pour The Grand Budapest Hotel partagé avec Ralph Fiennes, F. Murray Abraham, Mathieu Amalric, Adrien Brody, Willem Dafoe, Jeff Goldblum, Harvey Keitel, Bill Murray, Edward Norton, Saoirse Ronan, Jason Schwartzman, Léa Seydoux, Tilda Swinton, Tom Wilkinson, Owen Wilson et Tony Revolori
- 13e cérémonie des Central Ohio Film Critics Association Awards 2015 : Meilleure distribution pour The Grand Budapest Hotel partagé avec Ralph Fiennes, F. Murray Abraham, Mathieu Amalric, Adrien Brody, Willem Dafoe, Jeff Goldblum, Harvey Keitel, Bill Murray, Edward Norton, Saoirse Ronan, Jason Schwartzman, Léa Seydoux, Tilda Swinton, Tom Wilkinson, Owen Wilson et Tony Revolori.=
- 4e cérémonie des Georgia Film Critics Association Awards 2015 : Meilleure distribution pour The Grand Budapest Hotel partagé avec Ralph Fiennes, F. Murray Abraham, Mathieu Amalric, Adrien Brody, Willem Dafoe, Jeff Goldblum, Harvey Keitel, Bill Murray, Edward Norton, Saoirse Ronan, Jason Schwartzman, Léa Seydoux, Tilda Swinton, Tom Wilkinson, Owen Wilson et Tony Revolori
- 2020 : Venice TV Awards de la meilleure série télévisée dramatique pour The Young Pope partagé avec Paolo Sorrentino (Réalisateur), Jaume Roures (Producteur exécutif), Javier Méndez (Producteur exécutif), Caroline Benjo (Producteur exécutif), Carole Scotta (Producteur exécutif), Simon Arnal (Producteur exécutif), Elena Recchia (Producteur exécutif), Riccardo Neri (Producteur exécutif), Nils Hartmann (Producteur exécutif), Sonia Rovai (Producteur exécutif), Mario Gianani (Producer) et Lorenzo Mieli (Producer)

### Nominations
- 1999 : Awards Circuit Community Awards du meilleur acteur dans un second rôle pour Le Talentueux Mr Ripley
- 57e cérémonie des Golden Globes 2000 : Meilleur acteur dans un second rôle pour Le Talentueux Mr Ripley
- 72e cérémonie des Oscars 2000 : Meilleur acteur dans un second rôle pour Le Talentueux Mr Ripley
- 26e cérémonie des Saturn Awards 2000 : Meilleur acteur dans un second rôle pour Le Talentueux Mr Ripley
- 6e cérémonie des Empire Awards 2001 : Meilleur acteur britannique pour Le Talentueux Mr Ripley
- 2001 : London Critics Circle Film Awards de l'acteur Britannique de l'année dans un second rôle pour Le Talentueux Mr Ripley
- 14e cérémonie des Chicago Film Critics Association Awards 2002 : Meilleur acteur dans un second rôle pour A.I. Intelligence artificielle
- 59e cérémonie des Golden Globes 2002 : Meilleur acteur dans un second rôle pour A.I. Intelligence artificielle
- 2003 : Awards Circuit Community Awards de la meilleure distribution pour Retour à Cold Mountain partagé avec Nicole Kidman, Renée Zellweger, Natalie Portman, Philip Seymour Hoffman, Brendan Gleeson, Eileen Atkins, Giovanni Ribisi, Kathy Baker, Ray Winstone, James Gammon et Donald Sutherland
- Empire Awards 2003 : Meilleur acteur britannique pour Les Sentiers de la perdition
- 2003 : London Critics Circle Film Awards de l'acteur britannique de l'année dans un second rôle pour Les Sentiers de la perdition
- 2004 : Awards Circuit Community Awards de la meilleure distribution pour Entre adultes consentants partagé avec Julia Roberts, Clive Owen et Natalie Portman
- 2004 : Awards Circuit Community Awards de la meilleure distribution pour Aviator partagé avec Leonardo DiCaprio, Cate Blanchett, Kate Beckinsale, Alan Alda, Alec Baldwin, John C. Reilly, Ian Holm, Danny Huston et Gwen Stefani
- British Academy Film Awards 2004 : Meilleur acteur pour Retour à Cold Mountain
- Empire Awards 2004 : Meilleur acteur britannique pour Retour à Cold Mountain
- 2004 : Gold Derby Awards de la meilleure distribution pour Retour à Cold Mountain partagé avec Eileen Atkins , Brendan Gleeson, Philip Seymour Hoffman, Nicole Kidman, Natalie Portman, Giovanni Ribisi, Donald Sutherland, Ray Winstone et Renée Zellweger
- 2004 : Gold Derby Awards du meilleur acteur principal pour Retour à Cold Mountain
- Golden Globes 2004 : Meilleur acteur pour Retour à Cold Mountain
- 2004 : Irish Film and Television Awards du meilleur acteur international  pour Retour à Cold Mountain
- 2004 : London Critics Circle Film Awards de l'acteur britannique de l'année dans un second rôle pour Retour à Cold Mountain
- Oscars 2004 : Meilleur acteur pour Retour à Cold Mountain
- Critics' Choice Movie Awards 2005 : Meilleure distribution pour Entre adultes consentants  partagé avec Julia Roberts, Clive Owen et Natalie Portman.
- Grammy Awards 2006 : Meilleur album pour enfants partagé avec Tim Curry (Interprète), Meryl Streep (Interprète), Jim Carrey (Interprète) et David S. Rapkin (Producteur)
- Saturn Awards 2010 : Meilleur acteur dans un second rôle pour Sherlock Holmes
- Tony Awards 2010 : Meilleur acteur dans une pièce pour Hamlet
- 2013 : Annie Awards du meilleur doublage dans une comédie d'animation pour Les Cinq Légendes
- 2013 : BTVA Feature Film Voice Acting Awards de la meilleure performance vocale masculine dans une comédie d'animation pour Les Cinq Légendes
- Prix du cinéma européen 2013 : Meilleur acteur pour Anna Karénine
- Detroit Film Critics Society Awards 2014 : Meilleure distribution pour The Grand Budapest Hotel partagé avec Ralph Fiennes, F. Murray Abraham, Mathieu Amalric, Adrien Brody, Willem Dafoe, Jeff Goldblum, Harvey Keitel, Bill Murray, Edward Norton, Saoirse Ronan, Jason Schwartzman, Léa Seydoux, Tilda Swinton, Tom Wilkinson, Owen Wilson et Tony Revolori
- 2015 : Gold Derby Awards de la meilleure distribution pour The Grand Budapest Hotel partagé avec Ralph Fiennes, F. Murray Abraham, Mathieu Amalric, Adrien Brody, Willem Dafoe, Jeff Goldblum, Harvey Keitel, Bill Murray, Edward Norton, Saoirse Ronan, Jason Schwartzman, Léa Seydoux, Tilda Swinton, Tom Wilkinson, Owen Wilson et Tony Revolori
- 2017 : AARP Movies for Grownups Awards du meilleur film de copain pour Genius partagé avec Colin Firth.
- 2017 : Blogos de Oro du meilleur acteur principal dans une mini-série ou un téléfilm pour The Young Pope
- 2017 : Gold Derby Awards du meilleur acteur principal dans une mini-série ou un téléfilm pour The Young Pope
- Festival de télévision de Monte-Carlo 2017 : Prix de la Nymphe d'or du meilleur acteur dans une mini-série ou un téléfilm pour The Young Pope
- Golden Globes 2018 : Meilleur acteur dans une mini-série ou un téléfilm pour The Young Pope
- 2021 : British Independent Film Awards du meilleur pour The Nest

## Voix francophones
Pour les versions françaises, Alexis Victor est la voix régulière de Jude Law. Il l'a notamment doublé dans Genius (2016), la mini-série The Young Pope (2016) et sa suite (2020), les films Les Animaux fantastiques. Jean-Pierre Michaël et Xavier Fagnon l'ont également doublé à plusieurs reprises,, notamment sur les films A.I. Intelligence artificielle (2001), The Holiday (2006) et Captain Marvel (2019) pour Jean-Pierre Michael, et sur les films Sherlock Holmes (2009 et 2011) pour Xavier Fagnon. Pour les films Bienvenue à Gattaca de 1997 et Closer, entre adultes consentants de 2004, le doublage est assuré par Guillaume Orsat.
Au Québec, Martin Watier est la voix québécoise régulière de l'acteur, notamment pour les films Sherlock Holmes et Les Vacances.
- Versions françaises :
  - Alexis Victor (12 films) : Genius, The Young Pope, films Les Animaux fantastiques, etc.
  - Jean-Pierre Michaël (9 films) : A.I. Intelligence artificielle, The Holiday, etc.
  - Xavier Fagnon (6 films) : Sherlock Holmes, Sherlock Holmes 2, etc.

- Versons québécoises (la liste indique les titres québécois) :
  - Martin Watier : Sherlock Holmes, Les Vacances, etc.